# این یعنی جنگ (ترانه)
این یعنی جنگ  (به انگلیسی: This Means War) نام ترانه ای از ششمین آلبوم گروه اونجد سون‌فولد با نام درود در پادشاه می باشد. این ترانه توسط وارنر رکوردز منتشر شد و در بازی ویدئویی دبلیودبلیوئی ۲کی۱۵ استفاده شد. این ترانه الهام گرفته از ترانه غم‌بار اما واقعی از گروه متالیکا است.